# Mikel Shane Prather
Mikel Shane Prather est un compositeur américain, spécialiste de la musique de film.

## Biographie
Mikel Shane Prather a étudié la musique à l’université d'État Tarleton de 2008 à 2012, obtenant un baccalauréat ès arts.
De 2013 à 2015, il a obtenu sa maîtrise en composition musicale de l’université Butler. Il vit maintenant à Los Angeles. Il a débuté la composition pour le jeu vidéo à partir de 2012 avec Blade and Soul. Dans les années suivantes, il a composé d’autres morceaux de musique pour les jeux informatiques. Depuis 2016, il compose principalement des musiques de films pour le studio de cinéma The Asylum.

## Musiques de films et séries
- 2013 : Allegiance of Powers (série télévisée) épisode 1 x 08
- 2013 : Submersion (court métrage)
- 2013 : Force Push (série télévisée, 5 épisodes)
- 2014 : One Die Short (court métrage)
- 2014 : Safe Place (court métrage)
- 2014 : Lothario (court métrage)
- 2014 : Murder Mill (court métrage)
- 2015 : Martian Land
- 2016 : Adulterers
- 2016 : Sinister Squad
- 2016 : Isle of the dead (l'île des morts)
- 2016 : Sinbad and the War of the Furies
- 2017 : Oceans Rising
- 2017 : The Fast and the Fierce
- 2017 : Frères de sang
- 2017 : King Arthur and the Knights of the Round Table
- 2018 : Alien Predator
- 2018 : Megalodon, (téléfilm)
- 2019 : Clown
- 2019 : Aladin et la Lampe magique
- 2019 : Ma vie entre ses mains
- 2019 : Quand ma fille dérape...
- 2019 : Ma fille, sous l'emprise de son petit ami
- 2019 : Ma mère, mon poison
- 2019 : Christmas Belles
- 2020 : Apocalypse of Ice
- 2020 : Asteroid-a-Geddon
- 2020 : Battle Star Wars
- 2020 : Meteor Moon
- 2020 : Shark Season
- 2020 : Monster Hunters
- 2020 : Top Gunner : Le Choc de deux nations
- 2020 : Impact Zéro
- 2020 : Nos parents ont raté l'avion
- 2020 : Fiançailles à Noël
- 2020 : Fast and Fierce: Death Race (In the Drift)
- 2020 : Prise au piège chez moi
- 2020 : Homeward
- 2021 : 2021: La Guerre des mondes (Alien Conquest)
- 2021 : Ape vs. Monster
- 2021 : Aquarium of the Dead
- 2021 : Jungle Run
- 2021 : Megalodon Rising
- 2021 : Robot Apocalypse (téléfilm)
- 2021 : Swim
- 2021 : Devil's Triangle
- 2021 : Triassic Hunt
- 2021 : War of the Worlds: Annihilation
- 2021 : A Furry Little Christmas
- 2021 : Diamants, orgueil et trahison
- 2021 : Megaboa
- 2021 : Le Prix de l'excellence
- 2021 : The Rebels of PT-218
- 2021 : La Rentrée de la honte
- 2021 : The Serpent
- 2022 : Jurassic Domination
- 2022 : Moon Crash
- 2022 : Thor: God of Thunder
- 2022 : Top Gunner: Danger Zone
- 2022 : 2025 Armageddon
- 2022 : Alien Space Battle (Attack on Titan)
- 2022 : Battle for Pandora
- 2022 : Bullet Train Down
- 2022 : Dracula: The Original Living Vampire
- 2022 : Shark Side of the Moon
- 2022 : Shark Waters
- 2022 : Dans l'ombre de la jumelle
- 2022 : L'Académie des secrets
- 2022 : Les Quatre Cavaliers de l'Apocalypse
- 2022 : Titanic 666
- 2022 : Super Volcano (téléfilm)
- 2022 : 20.0 Megaquake (téléfilm)
- 2022 : Reed's Point
- 2022 : Entretien avec un manipulateur narcissique
- 2022 : La Sœur de trop[3]
- 2023 : Top Gunner: Battle of the Atlantic
- 2023 : Arctic Armageddon
- 2023 : Doomsday Meteor
- 2023 : Megalodon: The Frenzy
- 2023 : Transmorphers: Mech Beasts
- 2024 : PlanetQuake

## Musiques de jeux vidéo
- 2012 : Blade and Soul
- 2013 : Dungeon of Elements
- 2013 : Last Dream
- 2014 : The Long Dark
- 2015 : Armored Warfare
- 2017 : Resident Evil 7: Biohazard
- 2017 : The Invisible Hours